# 内含子

前体RNA的剪接

内含子（英語：Intron）是一个基因中非编码DNA片段，它分开相邻的外显子。更精确的定义是：内含子是阻断基因线性表达的序列。DNA上的内含子会被转录到前mRNA中，但RNA上的内含子会在RNA离开细胞核进行转译前被剪除。在成熟mRNA被保留下来的基因部分被称为外显子。真核生物的基因含有外显子和内含子，是前者区别原核生物的特征之一。但是注意，这并不代表原核生物的基因没有内含子，如细菌核糖核苷酸还原酶基因中罕见的有内含子。
内含子可能含有“旧码”，就是在演化过程中丧失功能的基因部分。正因为内含子对转译产物的结构无意义，它比外显子累积有更多的突变。
内含子在选择性剪接扮演重要角色，一个基因可以因此而产生多种不同的蛋白质。归根到底，是在剪接过程中同一段DNA，有时被看作外显子，有时则是内含子。
有一种特殊的内含子，被称作自剪接内含子（核酶），它可以通过自身作用被切除，來离开mRNA。
内含子和外显子的比例因种而異，例如河鲀的内含子就比较少。
但内含子与“垃圾DNA”不同，垃圾DNA亦即那些基因以外的序列，还未被发现有任何功能的DNA，但可能是参与基因調控和选择性剪接的调控。但若内含子对应的mRNA片断没有被除去，可能会发生非常大的突变。如一种植物，科学家抑制了剪切酶的活性而保留了其mRNA中一段内含子。结果，该植物的雌蕊发育不正常，而雄蕊却出现了雌蕊的特征。
“马赛克基因”，就是说编码的DNA片断(外显子)被非编码区域(内含子)隔开，该概念是1977年由Hogness，Mandel和Chambon提出。

## 内含子相位
内含子可以出现在转录抄本的任何位置，甚至在以后成为密码子的三核苷酸之间。若内含子位于一密码子的第三位核苷酸和另一密码子的第一位核苷酸(即两密码子之间)，则被称为0位内含子。相应地，位于一密码子第一第二位核苷酸之间的内含子被称为1位内含子，位于第二和第三位之间时，则被称为2位内含子。这在外显子复制中很重要，处于两同相位内含子的外显子被称为对称外显子，其核苷酸数为3的整数倍，它可以被成功复制，不会造成阅读框的推移。相反，非对称外显子是不可复制的。

## 内含子类型
根据剪接过程为自发还是要经过剪接体的加工，人们将内含子分为自剪接和剪接体内含子。

### 按剪接方式分

#### 自剪接内含子
在1981年由汤玛斯·切希发现的自剪接内含子中，又分为:
第一型內含子存在于线粒体、叶绿体及某些低等真核生物的rRNA基因中，极个别的存在于原核生物的噬菌体中
第二型內含子主要见于细胞器(如线粒体)、细菌中

#### 剪接体内含子
这类内含子的剪除要有剪接体的帮助。一段序列在RNA剪接中是内含子还是外显子，取决于其自身。包括Ⅲ类内含子和Ⅳ类内含子
第三型內含子又称核mRNA前体内含子，最为常见，即绝大多数真核细胞前mRNA中的内含子。
第四型內含子又称核tRNA前体内含子，是tRNA的基因及其初级转录产物中的内含子。

### 按首尾标志碱基分

#### GT-AG-内含子
最常见的内含子是所谓的GT-AG-内含子。它以GU开头并以AG结尾。

#### AT-AC-内含子
AT-AC-内含子则是以AU开头，AC结尾。

## 内含子的起源与进化
目前尚无定论，有以下几种观点：
- “先起源”(intron-early) 观点  早期内含子可以自我催化、自我复制，是原始遗传系统中不可缺失的一部分。现代内含子重新组合进基因组中后拥有了更大的进化潜力。
- “后起源”(intron-late) 观点  基因组进化的副产物，整合入基因组后形成了内含子。

还有认为内含子是起源于外显子之间的非编码序列，或认为内含子是外显子功能丢失的产物，等等。